# Alexander Iwanowitsch Medwedew

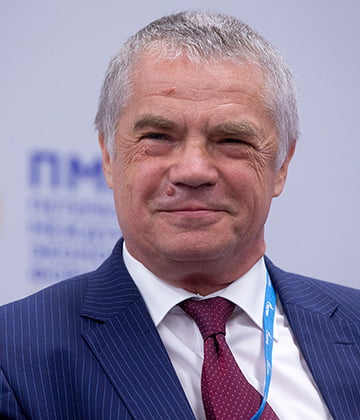
Alexander Medwedew (2020)

Alexander Iwanowitsch Medwedew (russisch Александр Иванович Медведев; * 14. August 1955 in Schachtjorsk auf der Insel Sachalin) ist ein russischer Manager und Sportfunktionär. Von August 2002 bis Februar 2019 war er stellvertretender Vorsitzender des Vorstandes des russischen Energiekonzerns Gazprom und Generaldirektor der Gazprom Export GmbH («Газпром экспорт»).

## Leben
Medwedew schloss 1978 sein Studium am Moskauer Institut für Physik und Technologie ab. Von 1989 bis 1991 arbeitete er als Direktor der Donau-Bank AG in Wien und von 1998 bis 2002 war er Direktor der IMAG Investment Management and Advisory Group GmbH in Wien tätig.
2009 führte er für Gazprom die Verhandlungen über die Erdgaslieferungen durch die Ukraine nach Westeuropa.
Medwedew spricht akzentfrei Deutsch. Er ist nicht näher mit dem ehemaligen russischen Präsidenten und ehemaligen Gazprom-Aufsichtsratsvorsitzenden Dmitri Medwedew verwandt.
Medwedew war zudem zwischen 2008 und 2014 Präsident der Kontinentalen Hockey-Liga und er war Präsident des Eishockeyklubs SKA Sankt Petersburg. Darüber hinaus war er Mitglied des Aufsichtsrats des russischen Eishockeyverbands und vertrat diesen als Mitglied des Rats der Internationalen Eishockey-Föderation IIHF.
Im Februar 2019 wurde er Präsident und Generaldirektor des Zenit St. Petersburg. Ende Februar 2019 verließ Medwedew Gazprom.

## Würdigung
- 2009: »TIME 100« „List of Most Influential People“, „Builders & Titans“ (Liste der hundert einflussreichsten Menschen des Jahres 2009) – Time Magazine[4][5]
- 2014: Orden der Ehre[6]